# Crossodactylodes bokermanni
Espèce
Statut de conservation UICN

 NT  : Quasi menacé
Crossodactylodes bokermanni est une espèce d'amphibiens de la famille des Leptodactylidae.

## Répartition
Cette espèce est endémique de l'État d'Espírito Santo au Brésil. Elle se rencontre dans la forêt atlantique à Santa Teresa et à Castelo à environ 650 m d'altitude.

## Étymologie
Cette espèce est nommée en l'honneur de Werner Carl August Bokermann.

## Publication originale
- Peixoto, 1983 "1982" : Duas novas espécies de Crossodactylodes de Santa Tereza, Estado do Espírito Santo, Brasil (Amphibia, Anura, Leptodactylidae). Revista Brasileira de Biologia, vol. 42, no 3, p. 619-626.